# Valdieu-Lutran
Valdieu-Lutran (deutsch Gottesthal-Luttern) ist eine französische Gemeinde mit 423 Einwohnern (Stand 1. Januar 2022) im Département Haut-Rhin in der Region Grand Est (bis 2015 Elsass). Sie gehört zum Arrondissement Altkirch, zum Kanton Masevaux-Niederbruck und ist Mitglied des Gemeindeverbandes Sud Alsace Largue.

## Geografie
Die Gemeinde Valdieu-Lutran liegt im Zentrum der Burgundischen Pforte zwischen Altkirch und Belfort. Durch das Gemeindegebiet führt der Rhein-Rhône-Kanal, der hier die Wasserscheide zwischen Rhein und Rhône mittels einer Schleusentreppe überwindet. Bei Valdieu bündeln sich wichtige Verkehrswege: die Straße Basel-Belfort (D419), einst vielbefahrene Sundgau-Querachse, die Eisenbahnlinie Basel-Belfort-Paris und der bis weit ins 20. Jahrhundert einen regen Frachtverkehr ermöglichende Kanal.
Nahe der Westgrenze der Gemarkung erreicht von Osten her die Lutter, von Norden la Gruebaine den Rhein-Rhône-Kanal. Die hier in den Kanal mündende „La Rigole d' alimentation“ zweigt Wasser von der Largue bei Friesen ab, um die Wasserversorgung in der Scheitelhaltung des Kanals sicherzustellen. Die künstlich angelegte Rigole folgt im Largtal in vielen Windungen etwa der 350-m-Höhenlinie und mündet bei der Eisenbahnbrücke von Valdieu.
Im Ortsteil Valdieu überquert die Fernstraße von Belfort nach Altkirch den Rhein-Rhône-Kanal. Mit dem Bau der Autobahnen A 35 und A 36 wurde der Fernverkehr von dieser Straße (D419) abgezogen. Valdieu besaß auch einen Bahnhof an der Bahnstrecke Paris–Mulhouse, dieser musste aber mit der Inbetriebnahme der LGV Rhin-Rhône geschlossen werden. Er soll, sobald es die Kapazität der Strecke ermöglicht, wiedereröffnet werden.
Im etwas weiter südlich gelegenen Ortsteil Lutran steht die Kirche der Gemeinde. Das Rathaus (Mairie) wurde zwischen beiden Gemeindeteilen errichtet.
Nachbargemeinden von Valdieu-Lutran sind Elbach im Nordosten, Retzwiller im Osten, Romagny im Süden, Magny im Südwesten, Montreux-Vieux im Westen sowie Chavannes-sur-l’Étang im Nordwesten.

## Geschichte
Alte Namensformen sind Valdieu: 1394 Gruen, 1580 Vauldey, 1562 zu Bronnen oder Grun bei Getzthal ... Lutrans: 1249 Ludra, 1564 Lutter bei Gotzthal. Auf einer Karte von Gerhard Mercator von 1585 erscheint der Ort Lutran als Lutro, Valdieu als Gotstal. Elsässisch: Grüene-Lüttre ou Grien-Lüttre.
Valdieu verdankt seinen Namen einer um 1250 gegründeten und 1560 aufgegebenen Benediktinerabtei „Vallis Deo“ (=Tal Gottes), von der heute keinerlei Spuren mehr vorhanden sind. Die im 18. Jahrhundert noch urkundlich bezeugten Baulichkeiten wurden in der Revolutionszeit zerstört. Eine auf einem Grundstück der Rue de la Chapelle gefundene steinerne Kaiserbüste (15. Jahrhundert?) stammt vermutlich von der Abtei.
Der Ort nannte sich ursprünglich Grün, französisch Grune. Lutran, deutsch Luttern, hat seinen Namen vom Dorfbach La Lutter (vom deutschen Wort „lauter“ = klar, rein). Bis 1324 gehörten die Orte zur Grafschaft Pfirt, kamen dann durch die Heirat der Johanna von Pfirt mit Albrecht II. (dem Weisen) von Österreich 1324 an Habsburg. Im Westfälischen Frieden 1648 gelangten die Orte an die französische Krone.
Beim Bau des Rhein-Rhône-Kanals erhielt Valdieu 1829 einen kleinen Hafen (Le Bassin de Valdieu). Auch der Bau der Eisenbahnlinie Paris-Mühlhausen in den Jahren 1855–58 brachte dem Ort einen gewissen Standortvorteil.
Von 1871 bis zum Ende des Ersten Weltkrieges gehörten Gottesthal und Luttern als Teil des Reichslandes Elsaß-Lothringen zum Deutschen Reich und waren dem Kreis Altkirch im Bezirk Oberelsaß zugeordnet. Als damals das Territoire de Belfort vom Elsass abgetrennt wurde, verblieben die beiden fast rein frankophonen Orte ausnahmsweise beim Elsass. Alle Flurnamen von Valdieu und Lutrans sind französisch, erst Retzwiller hat deutsche Flurnamen!
Am 1. August 1914 überschritten hier vor Erklärung des Kriegszustandes französische Truppen die Reichsgrenze. Die beiden Orte erlitten im Ersten und Zweiten Weltkrieg Kriegsschäden. 1940 sprengten die sich zurückziehenden Franzosen die Brücke über den Kanal. Die Befreiung vom Naziregime erfolgte am 27. November 1944.
Gegen den 1961 entwickelten, 1997 aufgegebenen Plan, den Rhein-Rhône-Kanal auszubauen, gab es am Ort lebhaften Widerstand.
Die Gemeinde entstand am 1. Januar 1973 durch die Fusion der Gemeinden Valdieu (Gottesthal) und Lutran (Luttern).

## Bevölkerungsentwicklung
| Jahr      | 1910 | 1962 | 1968 | 1975 | 1982 | 1990 | 1999 | 2007 | 2017 |
| Einwohner | 238  | 228  | 237  | 245  | 259  | 274  | 305  | 364  | 421  |

## Sehenswürdigkeiten

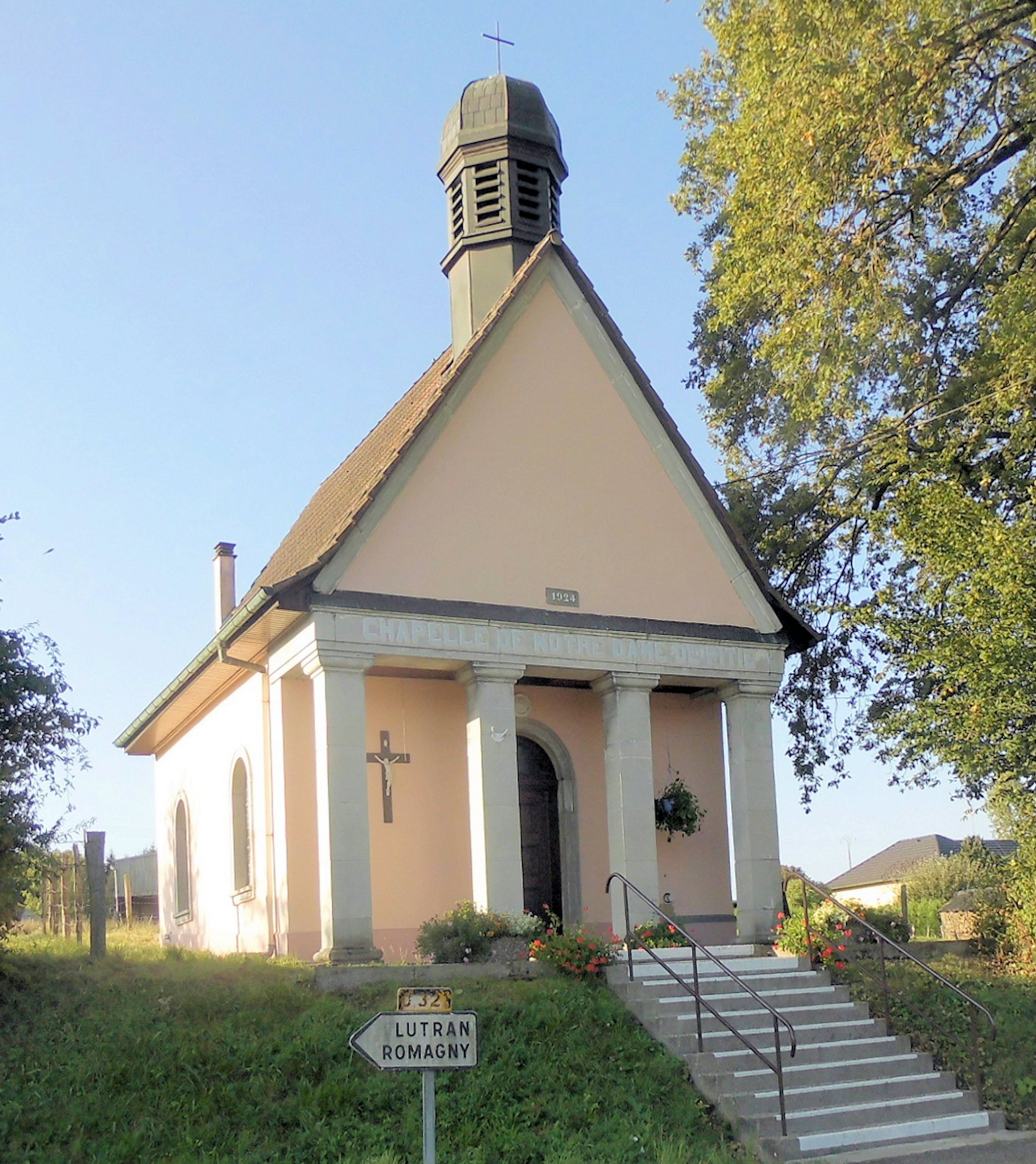
Kapelle Unserer Lieben Frau der Barmherzigkeit,
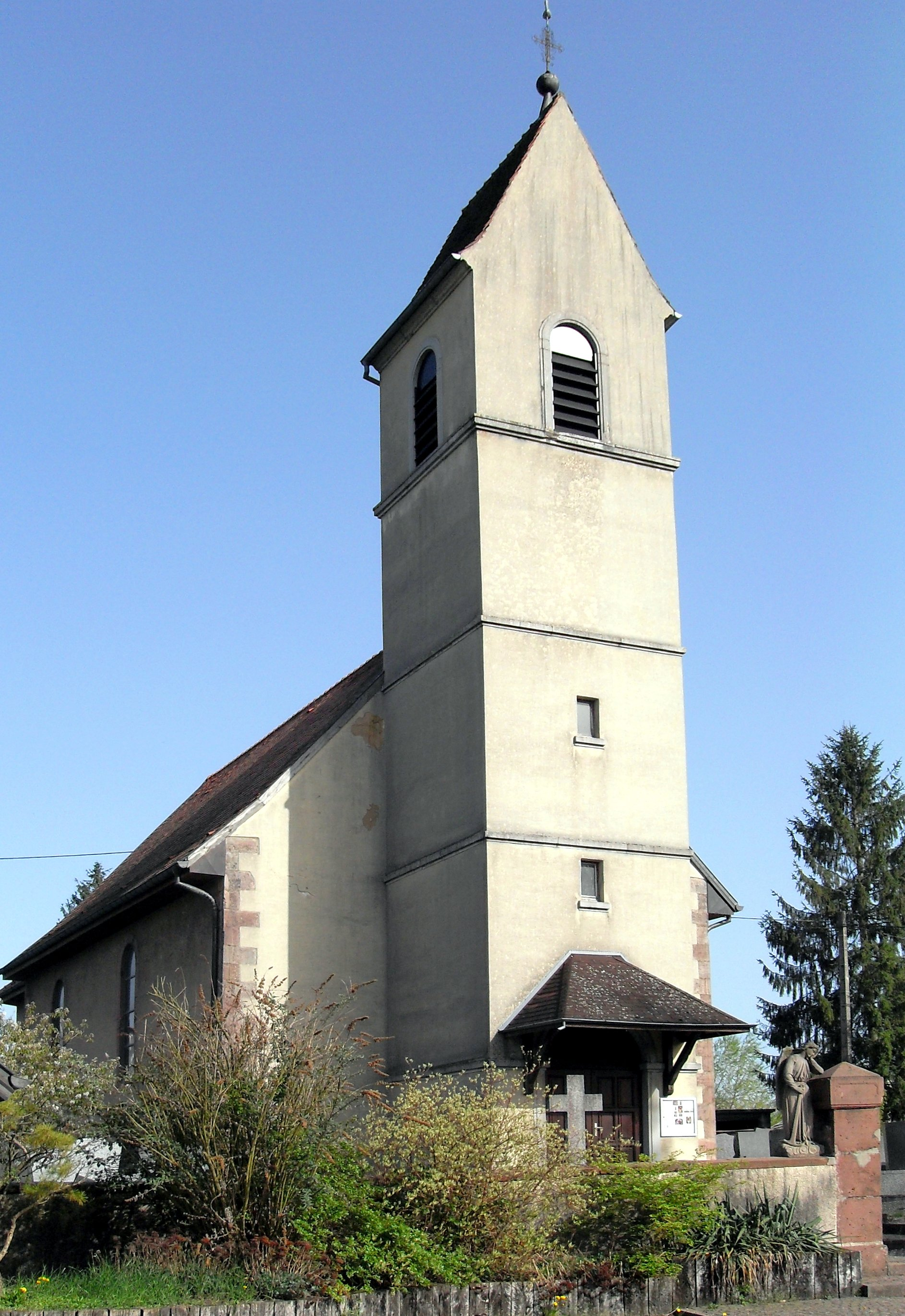
Kirche St. Josef im Ortsteil Lutran, erbaut 1776–79

Die Sankt-Josephskirche wurde errichtet, nachdem Valdieu und Lutran, die bisher zur Pfarrei Montreux-Jeune gehörten, 1776 eine eigenständige Pfarrei wurden. Baubeginn 1775, vollendet wohl erst Anfang der Achtzigerjahre. Der Turm 1838 bis 1842 neu aufgebaut, erneuert 1937.
Wallfahrtskapelle N.D. Pitié: Die um 1830 errichtete Vorgängerkapelle wurde 1924 durch einen Neubau ersetzt.
Eine Anzahl Fachwerkbauten zumeist aus dem 18. und 19. Jahrhundert. Noch in der altertümlichen Ständerbauweise zum Beispiel Haus Nr. 298 an der Rue de Romagny. Auch das Haus Nr. 29 an der Rue de Montreux-Vieux mit altertümlich weitabständigem Fachwerk ist ein (zum Teil später veränderter) Wandständerbau. Ebenso Nr. 26 an der Rue du Bassin (17. Jahrhundert).
Die 12 Schleusen umfassende, auf 3 km einen Höhenunterschied von 30 m überwindende Schleusentreppe zwischen Wolfersdorf und Valdieu-Lutran.